# Јурићи (Пореч)
Јурићи (итал. Rupeni) је насеље у Републици Хрватској у саставу Града Пореча у Истарској жупанији.

## Демографија
Према последњем попису становништва из 2001. године у насељу Јурићи је живело 5 становника који су живели у 1 породичном и 1 самачком домаћинству.
Кретање броја становника по пописима 1857—2001.
| година пописа  | 1857. | 1869. | 1880. | 1890. | 1900. | 1910. | 1921. | 1931. | 1948. | 1953. | 1961. | 1971. | 1981. | 1991. | 2001. |
| бр. становника | 0     | 0     | 22    | 20    | 25    | 44    | 0     | 0     | 20    | 19    | 11    | 8     | 5     | 6     | 5     |

Напомена: У 1857, 1869, 1921. и 1931. подаци су садржани у насељу Бадерна. Од 1880. до 1910. означавано као део насеља.